# 1943 (numero)
Millenovecentoquarantatré (1943) è il numero naturale dopo il 1942 e prima del 1944.

## Proprietà matematiche
- È un numero dispari.
- È un numero semiprimo.
- È un numero composto da 4 divisori: 1, 29, 67, 1943. Poiché la somma dei suoi divisori (escluso il numero stesso) è 97 < 1943, è un numero difettivo.
- È un numero nontotiente in quanto dispari e diverso da 1.
- È un numero palindromo e un numero ondulante nel sistema posizionale a base 15 (898) e nel sistema numerico esadecimale.
- È un numero congruente.
- È un numero intero privo di quadrati.
- È un numero malvagio.
- È parte delle terne pitagoriche (1340, 1407, 1943), (1824, 1943, 2665), (1943, 28140, 28207), (1943, 65076, 65105), (1943, 1887624, 1887625).

## Astronomia
- 1943 Anteros è un Asteroide near-Earth.

## Astronautica
- Cosmos 1943 è un satellite artificiale russo.